# Domenico Buttaoni (Theologe)
Domenico Buttaoni OP (* 1775 in Tolfa; † 23. Oktober 1859 in Rom) war ein italienischer Dominikaner, päpstlicher Haustheologe und Leiter der Biblioteca Casanatense.

## Leben
Er entstammte einer Familie aus Tolfa, die bereits eine Reihe von bedeutenden Geistlichen hervorgebracht hatte, darunter den gleichnamigen Domenico Buttaoni (1757–1822), Bischof von Fabriano e Matelica.
Buttaoni empfing 1793 im Konvent La Quercia nahe Viterbo den Habit der Dominikaner. Er war Lektor der Philosophie, später der Theologie am Kolleg San Tommaso in Rom, bis dieses 1809 aufgelöst wurde. Danach wirkte er unter Giacomo Alberto Magno, dem Bibliothekar der Casanatense, die von den französischen Behörden der städtischen Verwaltung angegliedert worden war. Nach der Rückkehr Pius’ VII. wurde er am 7. Juni 1816 zum Bibliothekar ernannt, was er bis 1826 blieb. Er war Mitglied des theologischen Kollegiums der Universität La Sapienza. Am 20. Mai 1822 trat er als Konsultor der Indexkongregation in den Dienst der Kurie. Sein Mitbruder, der spätere Kardinal  Giuseppe Maria Velzi, wählte ihn zu seinem socius im Amt des Generalvikars der Dominikaner wie auch als magister sacri palatii (päpstlicher Haustheologe). 1827 wurde Buttaoni Mitglied der Akademie der katholischen Religion.
Nachdem Velzi am 2. Juni 1832 zum Kardinal erhoben worden war, folgte Buttaoni ihm am 13. Juli desselben Jahres als magister sacri palatii nach, dieses Amt hatte er bis zu seinem Tod inne.
Er starb im Quirinalspalast.